# Graeme Shinnie
Graeme Shinnie (* 4. August 1991 in Aberdeen) ist ein schottischer Fußballspieler, der beim FC Aberdeen unter Vertrag steht. Sein Bruder Andrew Shinnie ist auch Fußballprofi.

## Karriere

### Verein
Graeme Shinnie, der in Aberdeen geboren wurde, begann seine Karriere im Jahr 2009 in den Highlands bei Inverness Caledonian Thistle. Für den Verein debütierte der 17-Jährige am 1. August 2009 in der 1. Runde des Scottish League Cup 2009/10 gegen Annan Athletic. Sein erstes Ligaspiel absolvierte Shinnie im September 2009 gegen Partick Thistle. Im Dezember 2010 unterschrieb der linke Außenverteidiger einen neuen Dreijahresvertrag in Inverness. Zwischen Januar und August 2011 fiel er verletzungsbedingt aus. Ab der Saison 2011/12 spielte Graeme zwei Jahre zusammen mit seinem Bruder Andrew zusammen bei Caley. Ab der Saison 2012/13 wurde Shinnie Stammspieler. Im März 2014 verlor er mit seiner Mannschaft das Ligapokalfinale gegen den FC Aberdeen nach Elfmeterschießen. Mit den Caley Jags erreichte er im Jahr 2015 das Finale des Schottischen Pokals, das gegen FC Falkirk gewonnen wurde. Es war zugleich das letzte Spiel von Shinnie für Inverness. Im Juni 2015 wechselte er zum FC Aberdeen. In der Sommerpause 2019 wechselte Shinnie zum englischen Zweitligisten Derby County. Nach zweieinhalb Jahren in Derby, unterschrieb er im Januar 2022 einen bis Sommer 2024 gültigen Vertrag bei Wigan Athletic. Ein Jahr später wurde Shinnie an den FC Aberdeen verliehen, für den er bereits zwischen 2015 und 2019 gespielt hatte.

### Nationalmannschaft
Graeme Shinnie spielte im Jahr 2012 zweimal in der schottischen U-21. Sechs Jahre später debütierte er in der A-Nationalmannschaft gegen Peru.

## Erfolge
mit Inverness Caledonian Thistle:
- Scottish FA Cup: 2014/15